# Walter Karl Johann Roepke
Walter Karl Johann Roepke (Hohensalza, 18 septembre 1882 - Wageningue, 7 février 1961) est un entomologiste allemand et, de 1919 à 1953, professeur au Collège d'agriculture de Wageningue, aux Pays-Bas. D'un point de vue professionnel, il se spécialise en agriculture tropicale, et d'un point de vue personnel, dans l'étude des lépidoptères et des coléoptères de la région indomalaise.

## Biographie
Bien que son père le prédestine au secteur bancaire, Roepke, attiré par les sciences naturelles, étudie la biologie, la première année à Berlin, puis à Zurich, où il se spécialise en entomologie. Il obtient son diplôme en 1907. En 1908, il se voit proposer un poste d'assistant en entomologie en tant qu'expérimentateur général de Salatiga, sur l'île de Java. Sa première mission est d'enquêter sur les insectes nuisibles dans les plantations de quinquina, un arbre dont est extrait la quinine. Il poursuit sa carrière dans les Indes orientales néerlandaises et aux Pays-Bas,.
Vers 1913, il est nommé directeur de la station de test de Java central, sa santé étant toutefois menacée par une maladie tropicale. Au cours de la Première Guerre mondiale, il enquête sur les dommages causés par les insectes aux produits tropicaux entreposés, travaux que le gouvernement néerlandais remarque. En 1918, il est nommé professeur d'agriculture tropicale à Wageningue aux Pays-Bas. De 1925 à 1953 environ, il enseigne la phytopathologie, plus particulièrement les domaines liés de la zoologie et de l'entomologique. À partir de 1929, Roepke est l'un des rédacteurs du magazine sur les maladies des plantes Tijdschrift over Plantenziekten au côté de Johanna Westerdijk. À son décès, il est fait chevalier de l'Ordre du lion hollandais,.

## Travaux
Les thèses, dont Roepke est le promoteur, portent sur le puceron noir de la fève (Aphis fabae) et les espèces apparentées aux Pays-Bas ; le termite Kalotermes tectonae et son contrôle ; la cochenille Chionaspis salicis ; et le nématode de la pomme de terre Heterodera rostockiensis,.
En plus de ses tâches académiques, Roepke se consacre à l'étude des lépidoptères de la région indomalaise et en particulier de l'archipel indien ; il décrit de nombreux nouveaux taxons, dont un grand nombre d'espèces de Delias et de Pieridae. Il est également à l'origine du termes « acarinarium ». Il continue de poursuivre ses études après sa retraite, et ce jusqu'à sa mort le 7 février 1961. Sa collection d'insectes fait actuellement partie du musée national d'histoire naturelle de Leyde. 